# Steinfeld (Kall)
Steinfeld ist ein Ortsteil der Gemeinde Kall im nordrhein-westfälischen Kreis Euskirchen mit 159 Einwohnern.

## Geografie
Im Norden liegt der Schmitzberg.

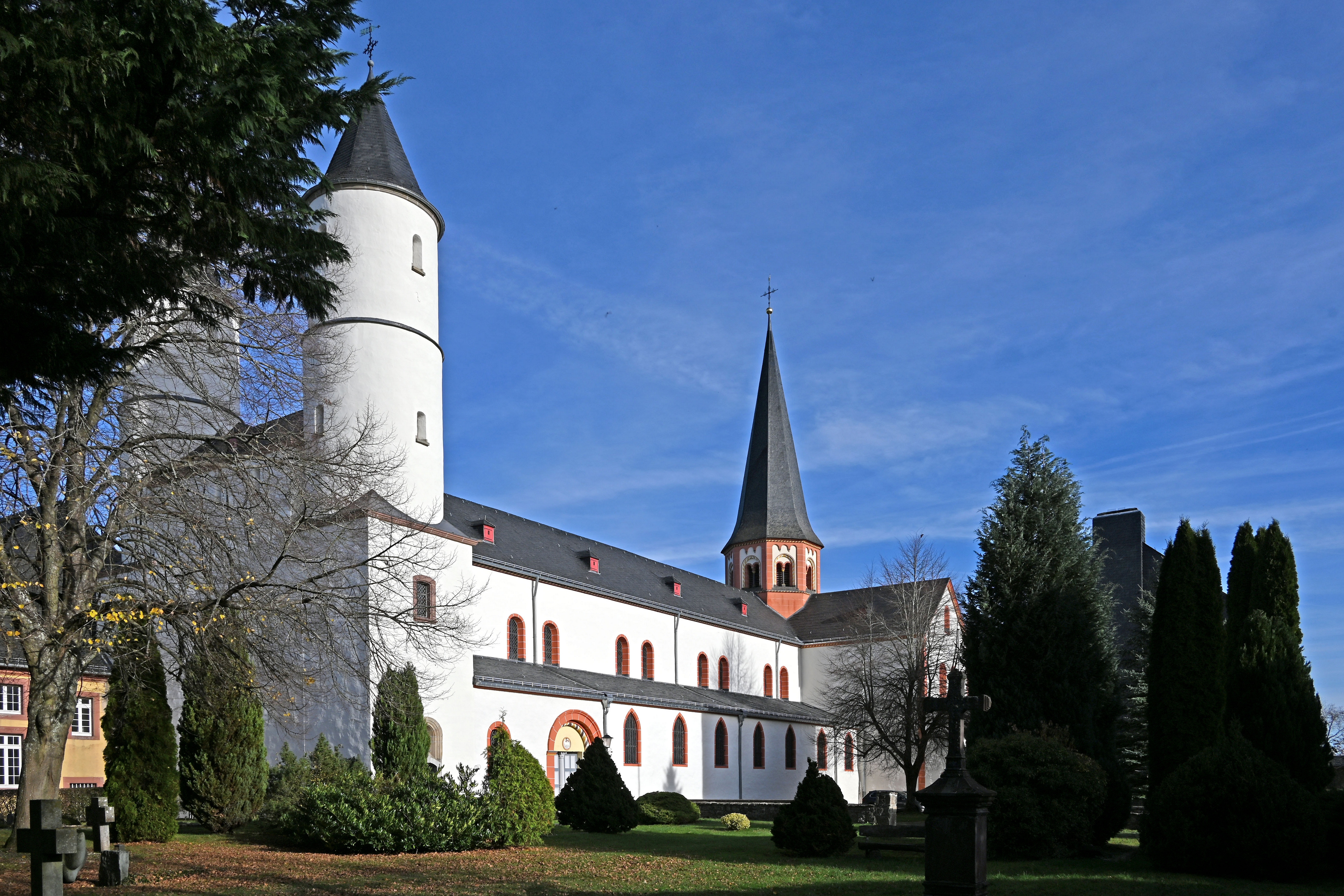
Kloster Steinfeld, Südansicht der Basilika

Westlich beziehungsweise östlich von Steinfeld fließen der Kuttenbach und der Gillesbach zur Urft hin.
Ortszentrum bildet das Salvatorianerkloster Steinfeld, eine ehemalige Prämonstratenserabtei aus dem 11. Jahrhundert. In der Klosteranlage befindet sich die Basilika Steinfeld, die ehemalige Abteikirche, die seit der Säkularisation der Pfarrgemeinde Steinfeld als Pfarrkirche St. Potentinus dient und 1960 zur päpstlichen Basilica minor erhoben wurde. Weiterhin beherbergt das Kloster das Hermann-Josef-Kolleg Steinfeld, ein katholisches Gymnasium, und die Akademie Steinfeld, die sich als spirituelles Zentrum versteht.
In direkter Nachbarschaft des Salvatorianerklosters liegt die Trappistinnenabtei Maria Frieden, 1955 als Benediktinerinnenabtei Maria Heimsuchung gegründet und nach dem Weggang der Benediktinerinnen seit 2021 von Trappistinnen übernommen.
Sehenswert sind ebenfalls das Klostergut, der Soldatenfriedhof, wo 633 Kriegstote ruhen, und der Hermann-Josef-Brunnen.
Südöstlich der Ortschaft im Tal des Gillesbachs liegen das Forsthaus Steinfeld und die Hallenthaler Mühle. Sie war früher eine Zwangsmühle der Abtei Steinfeld für die umliegenden Orte Urft, Wahlen und Marmagen.

## Politik
Der amtierende Ortsvorsteher ist Roman Hövel.

## Verkehr

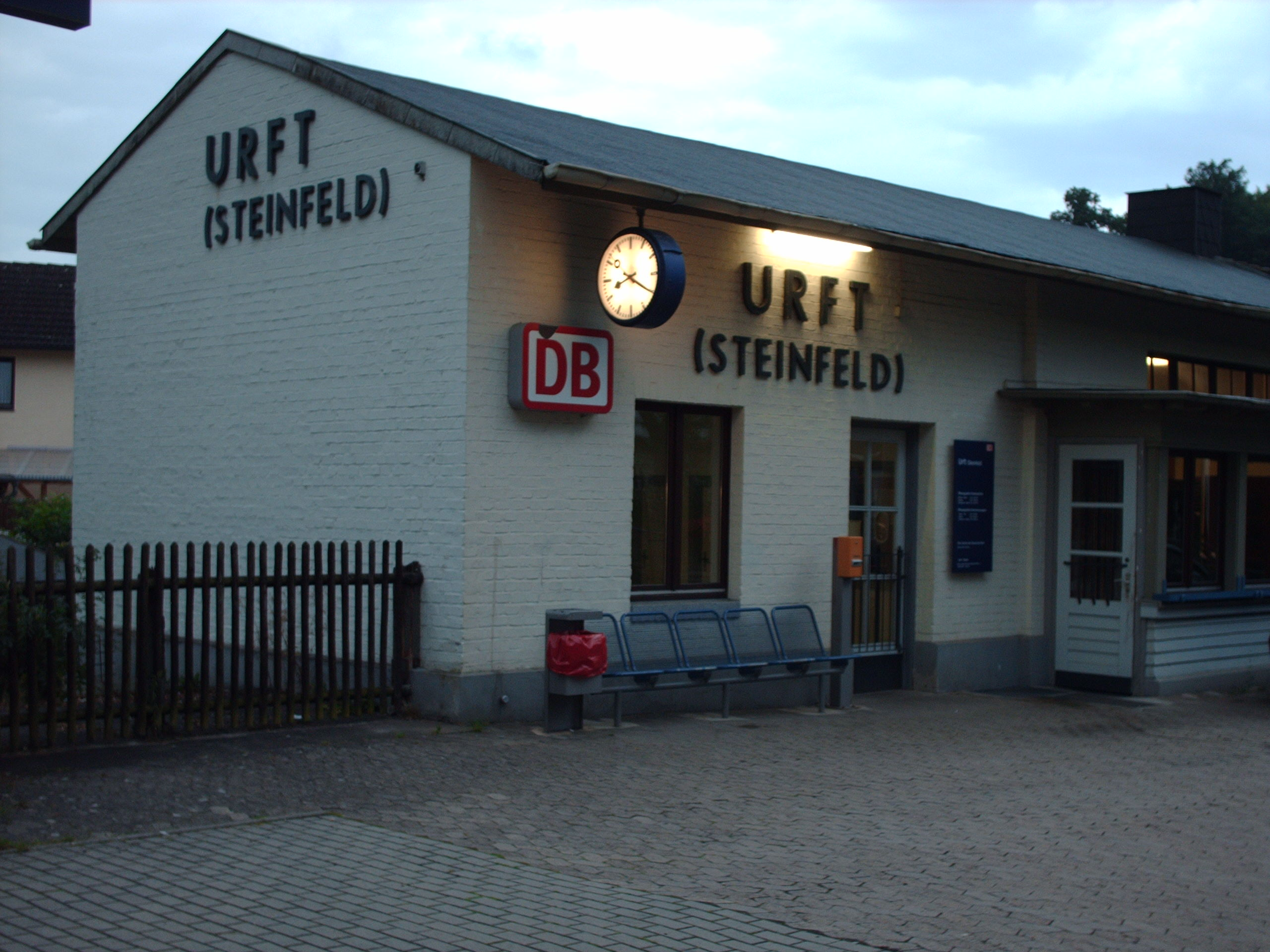
Bahnhaltepunkt Urft (Steinfeld) im Nachbarort Urft

Durch den Ort verläuft die Landesstraße 22. Die nächste Autobahnanschlussstelle ist Nettersheim an der Bundesautobahn 1.
Steinfeld ist über den Haltepunkt Urft (Steinfeld) an die Eifelstrecke Köln – Trier angeschlossen.
Die VRS-Buslinie 886 der RVK, die überwiegend als TaxiBusPlus nach Bedarf verkehrt, stellt den Personennahverkehr mit den angrenzenden Orten und Kall sicher. Zusätzlich verkehrt an Wochenenden von April bis Oktober ein Wanderbus als Linie 770 von Kall nach Blankenheim und Mirbach.
| Linie | Verlauf |
| ----- | --- |
| 770   | Wanderbus (nur samstags, sonn- und feiertags von April bis Oktober): Kall Bf – Urft Bf – Steinfeld – Nettersheim Bf – Marmagen – Blankenheim (Wald) Bf – Blankenheim Busbf – Blankenheim Rathaus – (Ripsdorf ← Alendorf ←) Mirbach |
| 886   | MiKE (außer im Schülerverkehr): (Blankenheim-Wald – Milzenhäuschen –) Marmagen – Wahlen – (Diefenbach – Steinfelderheistert – Gillenberg –) Steinfeld – Urft Bf – Sötenich – Kall Bf                                               |